# Маніла Еспозіто
Маніла Еспозіто (італ. Manila Esposito; нар. 2 листопада 2006, Боскотреказе, Італія) — італійська гімнастка. Срібна призерка в командній першості Олімпійських ігор 2024 року, бронзова призерка у вправі на колоді. Чемпіонка та багаторазова призерка чемпіонатів Європи.

## Спортивна кар'єра
Тренується в Міжнародній академії в Брешія, Італія, у Енріко Каселло, Моніки Бергамеллі, Марко Камподоніко.

## Результати на турнірах
| Рік  | Змагання           | КБ | ІБ | Опорний стрибок | Різновисокі бруси | Колода | Вільні вправи |
| ---- | ------------------ | -- | -- | --------------- | ----------------- | ------ | ------------- |
| 2022 | Чемпіонат світу    | 5  |    |                 |                   |        |               |
| 2023 | Чемпіонат Європи   | 2  | 12 |                 |                   | 2      |               |
| 2023 | Чемпіонат світу    | 5  | 9  |                 |                   |        |               |
| 2024 | Трофей міста Єзоло | 1  | 5  |                 |                   |        | 3             |
| 2024 | Чемпіонат Європи   | 1  | 1  |                 |                   | 1      | 1             |
| 2024 | Олімпійські ігри   | 2  | 14 |                 |                   | 3      | 9             |